# Craig Archibald
Craig Archibald (* 1963 in Saskatoon, Saskatchewan) ist ein kanadischer Theater- und Filmschauspieler, Filmproduzent und  Schauspiellehrer.

## Leben
Archibald begann seine Laufbahn als Theaterdarsteller 1978 mit 15 Jahren. Mitte der 1990er Jahre erfolgte der Schritt ins Fernseh- und Filmgeschäft. 2008 übernahm er eine der Hauptrollen in Marcus – Der Gladiator von Rom. Seit jenem Jahr tritt er außerdem als Filmproduzent, vor allem für Kurzfilme, in Erscheinung und übernahm auch Funktionen in der Regie oder als Drehbuchautor.
1995 gründete er seine Schauspielschule The Archibald Studio im kalifornischen Beverly Hills. Die Schauspielschule richtet sich nicht nur an Neulinge, sondern bietet Schauspielern aller Erfahrungsstufen Möglichkeiten, sich weiterzubilden. Die Schauspieler Constance Wu, Eric Roberts, Kathryn Erbe, Amy Gumenick, John Slattery, Duane Henry, Alyssa Sutherland, Gale Harold, Cedric Sanders, Dan Ahdoot, Nirayl Stone, Austin Hebert, Jessica Camacho, Devon Aoki, Brandon Sklenar, Mouzam Makkar, Dendrie Taylor, Tiffany Yvonne Cox, David An, Laurel Vail, Lothaire Bluteau, Berda Gilmore und Dan Futterman geben regelmäßig Schauspielkurse an der Einrichtung und nahmen in der Vergangenheit ebenfalls Lehrgänge in Anspruch. Futterman sagte einst: „Craig is the best acting coach in Hollywood.“ („Craig ist der beste Schauspieltrainer in Hollywood“).

## Filmografie

### Schauspiel
- 1997: Kiss Me, Guido
- 2001: Speed Limit
- 2004: Gerald L'Ecuyer: A Filmmaker's Journey (Fernsehfilm)
- 2005: Capote
- 2006: Puccini for Beginners
- 2008: The Witch of Portobello: The Peter Sherney Chapter (Kurzfilm)
- 2008: Marcus – Der Gladiator von Rom (Cyclops) (Fernsehfilm)
- 2009: The Experimental Witch
- 2010: Everything's Jake (Kurzfilm)
- 2010: Embers of the Sky
- 2010: Effective (Kurzfilm)
- 2013: L.A. Superheroes
- 2013: The Gospel of Quinn (Kurzfilm)
- 2013: Not 4 Sale (Kurzfilm)
- 2013: Hugo Heard a Noise (Kurzfilm, Erzähler)
- 2014: Saudade (Kurzfilm)
- 2016: The Green Bench (Kurzfilm)

### Produktion
- 2008: The Witch of Portobello: The Peter Sherney Chapter (Kurzfilm)
- 2010: Smooch My Smackers (Kurzfilm)
- 2010: Everything's Jake (Kurzfilm)
- 2013: Not 4 Sale (Kurzfilm)
- 2015: Shut Up and Dance (Fernsehfilm)
- 2016: The Green Bench (Kurzfilm)
- 2017: What Metal Girls Are Into (Kurzfilm)
- 2017: Weather Talk (Kurzfilm)
- 2019: Killer Date (Kurzfilm)
- 2020: Ecco
- 2020: Bad Furniture (Kurzfilm)